# Aytua
Aytua  est une ancienne commune des Pyrénées-Orientales, aujourd'hui rattachée à la commune d'Escaro.

## Géographie

### Localisation
Le village d'Aytua se situe à l'est d'Escaro et au nord-ouest de Thorrent.

### Géologie et relief
La vallée d'Aytua est située entre deux sommets : les Plas (921 m) à l'ouest et le Roc Colomer (942 m) à l'est. Le haut de la vallée se trouve dans la partie sud du territoire de la commune, en direction du Pic de Tres Estelles (2099 m). On y trouve les anciennes mines de fer, vers le Clot des Manès (Clot dels Meners). Le village lui-même est situé à 800 mètres d'altitude.

### Hydrographie
Le village est traversé du sud vers le nord par la rivière d'Aytua, affluent de la rivière de Baillmarsane, elle-même un affluent de la Têt. Une partie du cours de cette rivière se pratique en canyonisme.
L'affluent de la rivière d'Aytua, la rivière du Ravin du Col de Fins coule en parallèle dans la même vallée du sud vers le nord et contourne Aytua par l'est.
À l'est du village, au-delà du relief du Serrat des Vignes, se trouve la vallée du torrent de Bailloubère qui, en allant du sud vers le nord, afflue directement dans la Têt.

### Voies de communication et transports
La route départementale D 27d suit la vallée d'Aytua et est reliée à ses deux extrémités à la D 27. On peut alors rejoindre Escaro à l'ouest ou Sahorre à l'est.

## Toponymie
Pour un article plus général, voir Toponymie des Pyrénées-Orientales.
Les différentes formes du nom sont Vitesanum (1011) et Hutesano au XIe siècle, Octesano et Vytesa au XIVe siècle, Utezanum, Vuitesa et Huytesa (1672) au XVIIe siècle et Aytuà au XIXe siècle,.
Le nom est sans doute d'origine wisigothique, signifiant le domaine de Witeza. Ce nom fut notamment porté par un roi Wisigoth à la fin du VIIe siècle, un vicomte de Roussillon et un abbé d'Eixalada au IXe siècle,.
La forme catalane du nom est Aituà, ou Huitezà. La forme Aytuà est également recommandée, en conformité avec les particularités du roussillonnais.
Le nom de Baillmarsane, lieu-dit et rivière au nord du village, vient du latin vallis (vallée, pays) et d'un nom domanial formé sur le nom de personne Marcius (de Marcus) ou Martius (de Mars) suivi du suffixe -ana, féminin de -anum. La forme catalane du nom est Vallmarsana.
Le nom de Bailloubère, lieu-dit et torrent situé au nord-est du village, vient du latin vallis et de lupus-aria, signifiant vallée aux loups. La forme catalane du nom est Vall Llobera.
Le Clos des Manès est constitué des termes catalans clot, signifiant creux ou vallon, et de meners, terme désignant un groupe de mines. La forme catalane du nom est Clot de Meners.

## Histoire
La commune d'Aytua est rattachée à la commune d'Escaro le 20 mars 1822. Ancien fief noble de l'Abbaye de Saint-Michel de Cuxa au XIVe siècle, Aytua est vendu en 1595 avec principalement ses "mines de fer et d'autres métaux tam potentibus quam occultes". Ce territoire devient alors propriété de la famille d'Huyteza, qui le conserve durablement. En 1834, l'attribution à cette famille d'une concession de mine de fer sur 545 hectares relève dès lors de l'histoire communale d'Escaro, les limites de la concession épousant toutefois celles de l'ancienne commune d'Aytua.

## Politique et administration

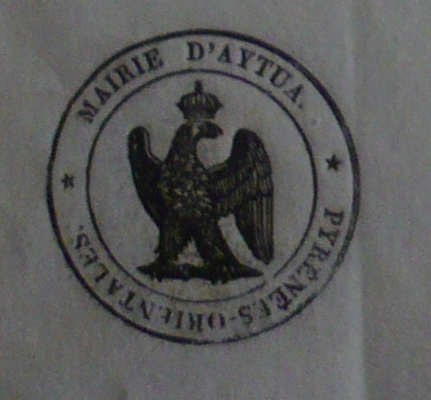
Sceau de la mairie d'Aytua (1815)

### Administration municipale
La commune d'Aytua est intégrée en 1790 dans l'ancien canton de Vernet avant d'être transférée dans le canton de Corneilla en 1793 puis dans le canton d'Olette en 1801,.

### Liste des maires
| Période   | Période   | Identité             | Étiquette | Qualité |
| --------- | --------- | -------------------- | --------- | ------- |
|           |           |                      |           |         |
| ?         | juin 1815 | Joseph Parent Raulet |           |         |
| juin 1815 | ?         | Sébastien Parent     |           |         |
|           |           |                      |           |         |

## Population et société

### Démographie ancienne
La population est exprimée en nombre de feux (f) ou d'habitants (H).
| 1365 | 1378 | 1515 | 1553 | 1720 | 1767 | 1774 | 1789 |
| ---- | ---- | ---- | ---- | ---- | ---- | ---- | ---- |
| 5 f  | 4 f  | 4 f  | 2 f  | 6 f  | 64 H | 11 f | 8 f  |

### Démographie contemporaine
La population est exprimée en nombre d'habitants.
| 1793 | 1794 | 1796 | 1800 | 1804 | 1806 | 1820 |
| ---- | ---- | ---- | ---- | ---- | ---- | ---- |
| 55   | 55   | 43   | 43   | 42   | 29   | 67   |

À partir de 1826, la population d'Aytua est comptée avec celle d'Escaro.

### Manifestations culturelles et festivités
- Fête patronale : 24 juillet[11].

## Économie
Des gisements de fer étaient exploités à Aytua. La dernière mine d'Aytua cesse son activité en 1962.

## Culture locale et patrimoine

### Lieux et monuments
Aytua possède une chapelle, dédiée à Sainte-Christine. Bien que de tradition romane, elle semble avoir été construite à la fin du XVIe siècle, à la suite du don d'un dénommé Jean Parent en 1592. Une campagne de restauration de l'édifice a été entamée en 2014.

### Personnalité liée au village
Jean Bernadac (1769-1839) maître de forges, possédait un champ à Aytua.